# André de Fautras d'Andreuil
André de Fautras d'Andreuil, dit le « chevalier de Fautras », né le 28 mars 1728 à Paris et mort en 1814, est un aristocrate et officier de marine français. Après avoir commencé sa carrière dans les armées du Roi au sein de l'artillerie de terre, Fautras passe dans « la Royale ». Il termine sa carrière avec le grade de vice-amiral sous la Restauration.

## Biographie
En avril 1745, il entre comme cadet dans l'artillerie de terre et fait partie de l’École de Strasbourg. Après une brillante carrière dans l'Artillerie de terre de 1745 à 1761, le capitaine Chevalier de Fautras est appelé à participer à l'organisation des trois nouvelles brigades d'artillerie destinées au service de la Marine.
Il est nommé lieutenant de vaisseau en 1762. Il est alors âgé de 34 ans. Nommé major du port de Brest, il entreprend de réformer l'organisation des troupes du port, la brigade de Bigot de Morogues. Après avoir commandé la galiote à bombes Le Vésuve, il embarque à bord du Saint-Michel qui part à destination des Antilles au sein de l'escadre de l'amiral d'Estaing. En 1769, sous son impulsion est constitué le Corps Royal d'Artillerie de la Marine qui comprend alors neuf brigades.
Il reçoit un brevet de capitaine de vaisseau en 1772, au début de la guerre d'indépendance des États-Unis. Il est nommé major général de la marine du département de Brest en 1780, à la fin du conflit. Il est élevé au rang de chef d'escadre des armées navales en 1784. En 1790, il rédige un Mémoire sur les troupes de la marine
À la Restauration, il obtient du Roi le grade de Vice-amiral en retraite, le 6 juillet 1814, en même temps que le comte de Charritte (1733-1815), ainsi que le cordon rouge de grand-croix de Saint-Louis. Il se retire avec une pension de 4 000 livres. Il meurt la même année, âgé de 86 ans.
La porte Fautras à Brest, aujourd'hui détruite, a été nommée en son honneur.

## Ouvrages
- Mémoire sur les troupes de la marine, chez Devaux, 1790, 30 pages, [lire en ligne]

### Sources et bibliographie
- Jacques Aman, Les Officiers bleus dans la marine française au XVIIIe siècle, Librairie Droz, 1976, 201 pages, p. 141 et 183
- Bernard Lutun, 1814-1817 ou l'épuration dans la Marine française, Editions L'Harmattan, 2006, 400 pages, [lire en ligne], p. 67-68